# Laurel (Indiana)
Laurel es un pueblo ubicado en el condado de Franklin en el estado estadounidense de Indiana. En el Censo de 2010 tenía una población de 512 habitantes y una densidad poblacional de 820,27 personas por km².

## Geografía
Laurel se encuentra ubicado en las coordenadas 39°30′7″N 85°11′16″O / 39.50194, -85.18778. Según la Oficina del Censo de los Estados Unidos, Laurel tiene una superficie total de 0.62 km², de la cual 0.62 km² corresponden a tierra firme y (0%) 0 km² es agua.

## Demografía
Según el censo de 2010, había 512 personas residiendo en Laurel. La densidad de población era de 820,27 hab./km². De los 512 habitantes, Laurel estaba compuesto por el 98.44% blancos, el 0.2% eran afroamericanos, el 0.59% eran amerindios, el 0% eran asiáticos, el 0% eran isleños del Pacífico, el 0.2% eran de otras razas y el 0.59% pertenecían a dos o más razas. Del total de la población el 2.54% eran hispanos o latinos de cualquier raza.